# Sant'Anna (Chioggia)
Sant'Anna è una frazione del comune di Chioggia, conta circa 3 000 abitanti ed è posta a 8 km a sud del capoluogo e compresa tra i fiumi, Brenta-Bacchiglione e Adige, e un canale artificiale ad ovest di essa che prende il nome di Canal di Valle.

## Storia

### Origini
Il paese di Sant'Anna comincia ad essere abitato dalla fine del 1500 nell'epoca in cui venne scavato il Canal di Valle, canale artificiale che collega il fiume Brenta e Adige voluto dalla Repubblica di Venezia come via commerciale.

### L'esperienza comunale
Il 29 giugno 1807 il Prefetto del Dipartimento dell'Adriatico di Chioggia nomina il signor Antonio Maria Ferro Sindaco del Comune di Sant'Anna. La giurisdizione di tale municipalità comprendeva anche le frazioni di Cavanella d'Adige e di Ca' Lino. Tale istituzione durò fino al 1810, anno che vede ritornare questi territori sotto le competenze di Chioggia. Quella realtà comunale poté garantire dei redditi di una grande superficie coltivata, ma le difficoltà di condurre la normale prassi amministrativa con pochissime persone alfabetizzate, portò la fine del Comune e il riavvicinamento con Chioggia. Si mantennero comunque nella frazione per diversi decenni avvenire gli uffici relativi all'anagrafe.

### La parrocchia
L'istituzione della parrocchia avvenne il 18 gennaio 1704 dal vescovo di Chioggia Antonio Grassi; prima di questa data la popolazione di Sant'Anna si doveva dirigere, per la messa domenicale, nella Chiesa di San Giorgio Martire a Cavanella D'Adige, situata a sei chilometri più a sud. I santi patroni scelti per la neonata comunità furono Sant'Anna per la protezione delle partorienti e San Gaetano Thiene venerato per dispensatore di Provvidenza.
Lo stesso vescovo riconosce le famiglie Marangoni, Ferro, Lamberti, Fattorini e Pagan come membri del Giuspatronato i quali avevano il diritto di nomina sul parroco con il dovere di finanziare e sostenere la parrocchia. Nel corso degli anni il diritto di nomina fu esteso a tutti i capi famiglia del paese. Il giuspatronato cessò di esistere a metà del Novecento sostituito dall'Azione Cattolica.
L'edificio di culto (chiamato ora Chiesa Antica) si ricavò nel 1704 dell'ampliamento di una preesistente cappella dedicata a Sant'Anna, anche se rimane ancora officiata è ora usata per eventi culturali e rappresentazioni teatrali. L'altra chiesa, edificata grazie a Don Antonio Marcolongo, che sorge prospiciente piazza dedicata a Baldin Tiziano, inizia la sua costruzione nel 1971 con la posa della prima pietra da parte del vescovo di Chioggia Giovanni Battista Piasentini.
Da qualche anno, la parrocchia di Sant'Anna e quella di San Giorgio Martire di Cavanella D'Adige si sono unificate formando un'unica unità pastorale.

## Territorio
Il territorio della frazione si sviluppa in un'area interamente pianeggiante a prevalente vocazione agricola. Sono presenti anche piccole attività artigianali,  un ufficio postale e una farmacia. La parte nuova e la più popolata della frazione si sviluppa ad est della SS 309 Romea con insediamenti urbani di recente costruzione.

## Punti di interesse

### Monumento ai caduti

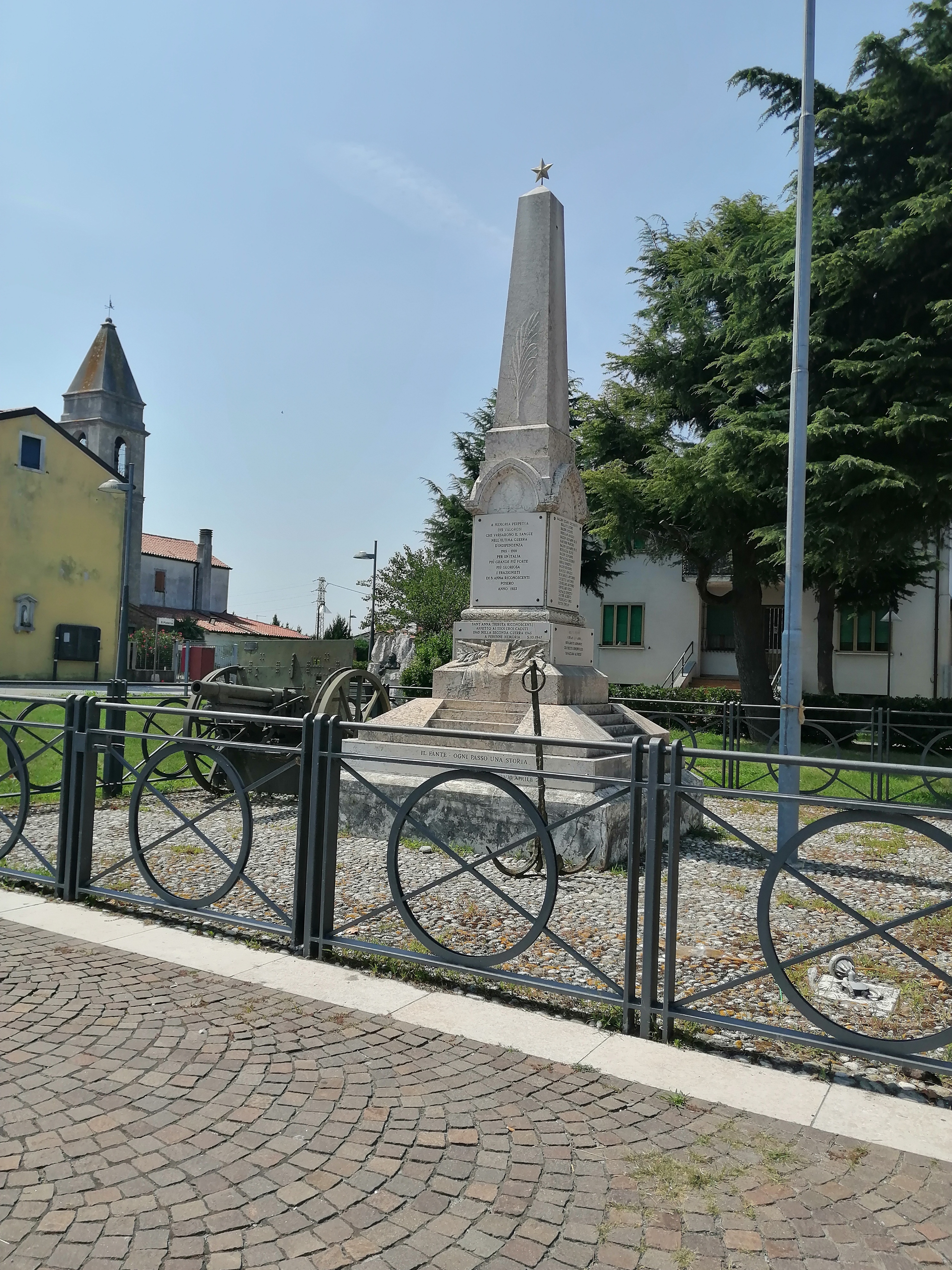
Monumento ai caduti della Prima e Seconda Guerra Mondiale.

Il Monumento dei Caduti a Sant'Anna è stato inaugurato nel 1923 per ricordare i soldati morti durante il conflitto della Prima Guerra Mondiale. Nel 1947 vennero aggiunti i nomi dei caduti del secondo conflitto. È collocato a fianco della Chiesa Nuova di Sant'Anna.
Il monumento è composto da un obelisco sormontato da una stella in bronzo, la cosiddetta Stella d'Italia.
Nello spazio dedicato al memoriale vi è un cannone austriaco e un'ancora storica .

### Riserva naturale integrale Bosco Nordio
A sud est del paese, si trova la riserva naturale integrale del Bosco Nordio situato sul sistema di dune più antico del litorale veneto compreso tra Chioggia ed il fiume Po.
Fu prima di proprietà della città di Chioggia, e poi dato alla famiglia Nordio nel 1565, la quale, allo scopo forse di coltivare il terreno, distrusse completamente il bosco. Andrea Nordio, alla fine del XVIII sec., fece però piantare una pineta a pino domestico, sui resti dell'antico boschetto a leccio, lauro ed altre specie mediterranee che rappresentavano "l'antico abito del bosco". Nel 1959 fu venduto all'ex Azienda di Stato per le Foreste Demaniali e venne istituita la Riserva Naturale Integrale con D.M. 26/7/1971. Oggi è gestito da Veneto Agricoltura. Il Bosco Nordio è un residuo dell'ampia fascia boschiva che caratterizzava, in passato, gran parte del litorale veneto. La particolare collocazione geografica di Bosco Nordio, unitamente alla molteplice diversità dei biotopi esistenti, determinano interessanti presenze faunistiche.
Fino a qualche anno fa, l'aspetto più appariscente della fauna era senza dubbio la presenza di un rilevante numero di daini, introdotti nella riserva nel 1964. Diffusa era anche la presenza del tasso. La R.N.I. Bosco Nordio era stata segnalata quale antico limite settentrionale della diffusione dell'istrice. Tra i mammiferi, da sempre presenti, la lepre, il riccio e la donnola.

## Scuola
La frazione conta tre scuole:
- Scuola dell'infanzia paritaria, diretta dalla parrocchia di Sant'Anna, con la collaborazione della Congregazione delle Suore di Santa Chiara di Fiuggi.[11]
- Scuola primaria Poliuto Penzo
- Scuola secondaria di primo grado Bruno Maderna.[12]

## Viabilità

### Trasporto ferroviario

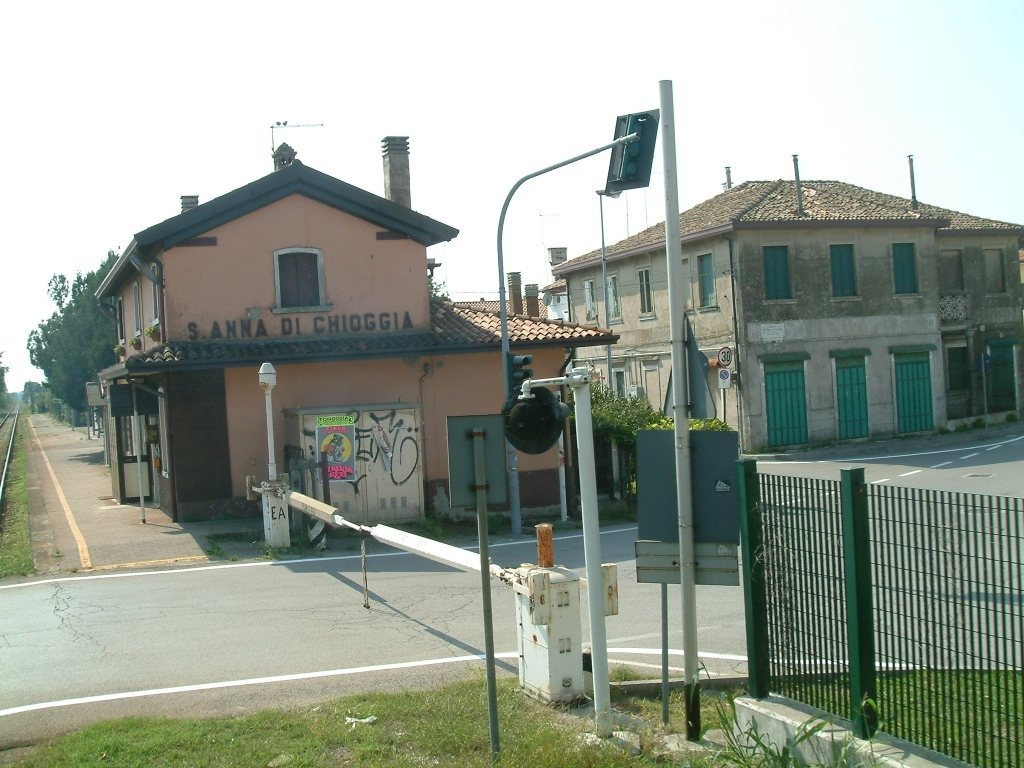
Stazione di Sant'Anna

La stazione di Sant'Anna di Chioggia è situata sulla ferrovia Rovigo-Chioggia al chilometro 48+396 adiacente al centro del paese. I collegamenti con Chioggia sono a cadenza di due ore, mentre con il capoluogo polesano hanno una cadenza oraria nella fascia mattutina dalle 6 alle 8 e cadenza di due ore nel resto della giornata.
Il servizio viaggiatori è esercitato da Sistemi Territoriali, mentre le infrastrutture sono di proprietà di RFI - FERROVIE DELLO STATO. Tutti i treni sono classificati come regionali sull'orario ferroviario.

### Il servizio di trasporto urbano
Il servizio è garantito da Arriva veneto, attraverso una linea di autobus urbani

### La questione Romea
La frazione è attraversata dalla SS 309 Romea che la divide in due. Essendo un'arteria stradale di fondamentale importanza per il nord-est, la statale deve sostenere notevoli volumi di traffico, soprattutto mezzi pesanti provenienti dai paesi dell'est Europa e diretti verso la dorsale adriatica. Questo implica per i residenti una situazione di continuo pericolo, essendovi solo un sottopasso ciclo-pedonale assolutamente inadeguato vista la notevole pendenza delle rampe per il passaggio dei velocipedi. L'incrocio principale del paese, che mette in comunicazione il centro con la statale Romea e la parte est, è regolato da semaforo. Numerosi sono stati gli incidenti talvolta anche mortali che hanno coinvolto automobilisti e pedoni. A novembre 2009 l'ANAS (ente al quale spetta la manutenzione della statale) ha provveduto alla riasfaltatura della zona dell'incrocio, mettendo rimedio ad una situazione ormai divenuta critica viste le condizioni nelle quali versava il manto stradale. L'amministrazione comunale ha realizzato un percorso ciclabile protetto affiancato alla statale per garantire la sicurezza degli abitanti che decidono di spostarsi utilizzando la bici.